# Girolamo dai Libri
Pour les articles homonymes, voir Dai Libri.

Girolamo dai Libri ou Girolamo dei Libri (Vérone, v. 1474/1475 - 2 juillet 1555) est  un peintre et un enlumineur italien de manuscrits de la haute Renaissance, se rattachant à l'école véronaise, connu également pour ses retables.

## Biographie
Girolamo dai Libri est nommé ainsi par le métier de son père Francesco dai Libri, enlumineur de manuscrits.
Il est d'abord élève de Domenico Morone et peint son premier retable, une Déposition de Croix, à seize ans, pour l'église  Santa Maria in Organo à Vérone.
Vasari témoigne de sa précocité dans l'art:

« d'anni sedici fece in S. Maria in Organo la tavola della cappella de' Lischi, la quale fu scoperta e messa al suo luogo con tanta maraviglia d'ognuno, che tutta la città corse ad abbracciare e a, rallegrarsi con Francesco suo padre. »

— Giorgio Vasari, Le Vite, 1568, p. 327.

## Œuvres
- Vierge à l’Enfant avec des anges musiciens Gallerie dell'Accademia de Venise
- Saint Jean l'évangéliste
- Déposition de croix, église San Stefano, Malcesine
- Jésus et la Samaritaine au puits, église paroissiale de Monteforte d'Alpone
- Nativité, (v.1490) miniature, à l'origine à « antifonario » n°2, couvent San Francesco, Brescia (Conservé actuellement à la Pinacothèque Tosio Martinengo)[2].
- Adi-oration de l'Enfant dite « Preseffio dei conigli », retable provenant de Santa Maria in Organo, maintenant au musée Castelvecchio, Vérone.
- La Vierge entre saint Thomas et saint Augustin, retable, autel Centrego de Santa Anastasia.
- Sainte Famille, église San Paolo, Vérone
- Saints Cantinius, Cantianilla, Cantius, Prothus, Anastasie et Chrysogone en prière, deux huiles sur panneaux conservé au Musée des Pêcheries, Fécamp[3]

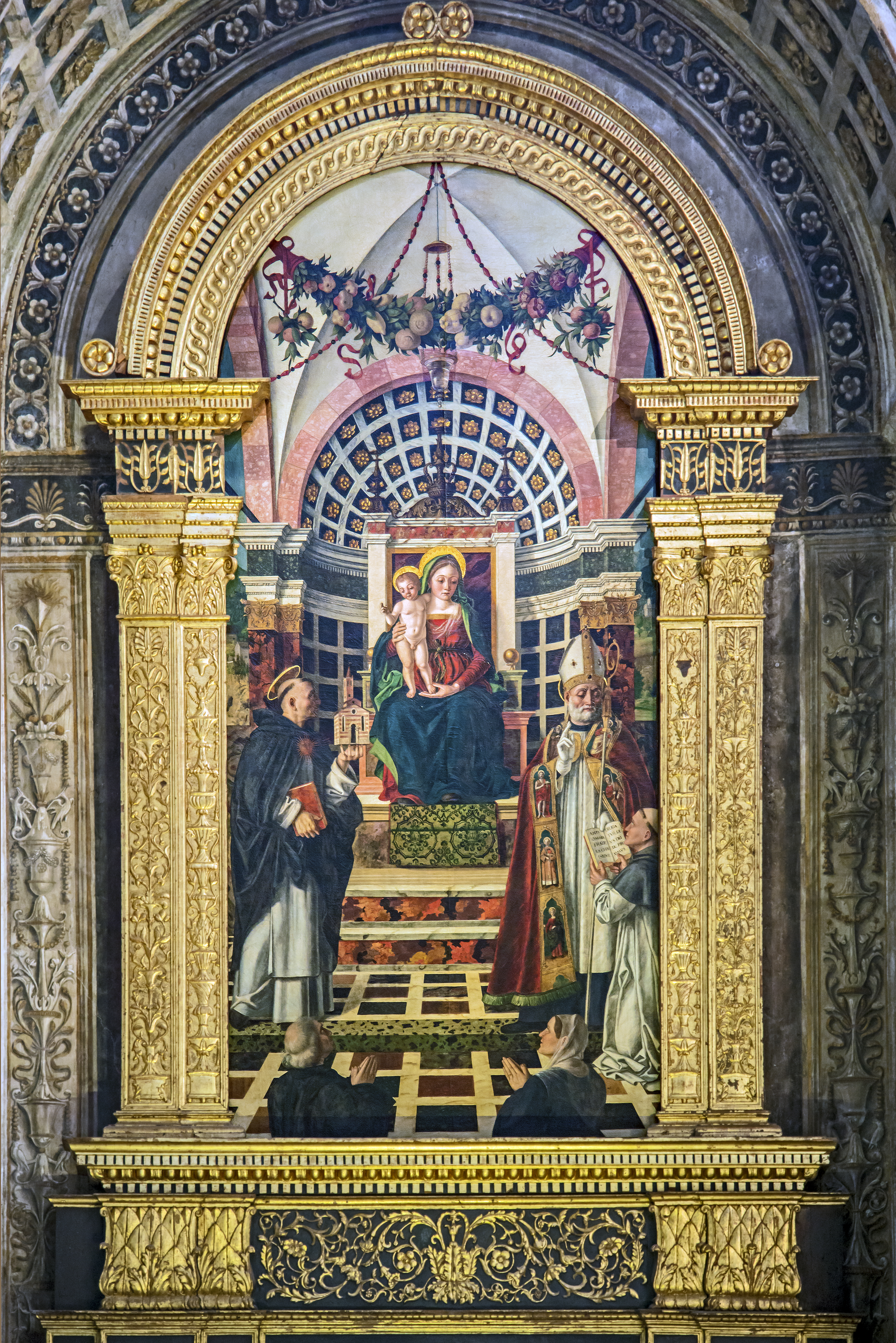
La Vierge entre saint Thomas et saint Augustin, église Santa Anastasia de Vérone.
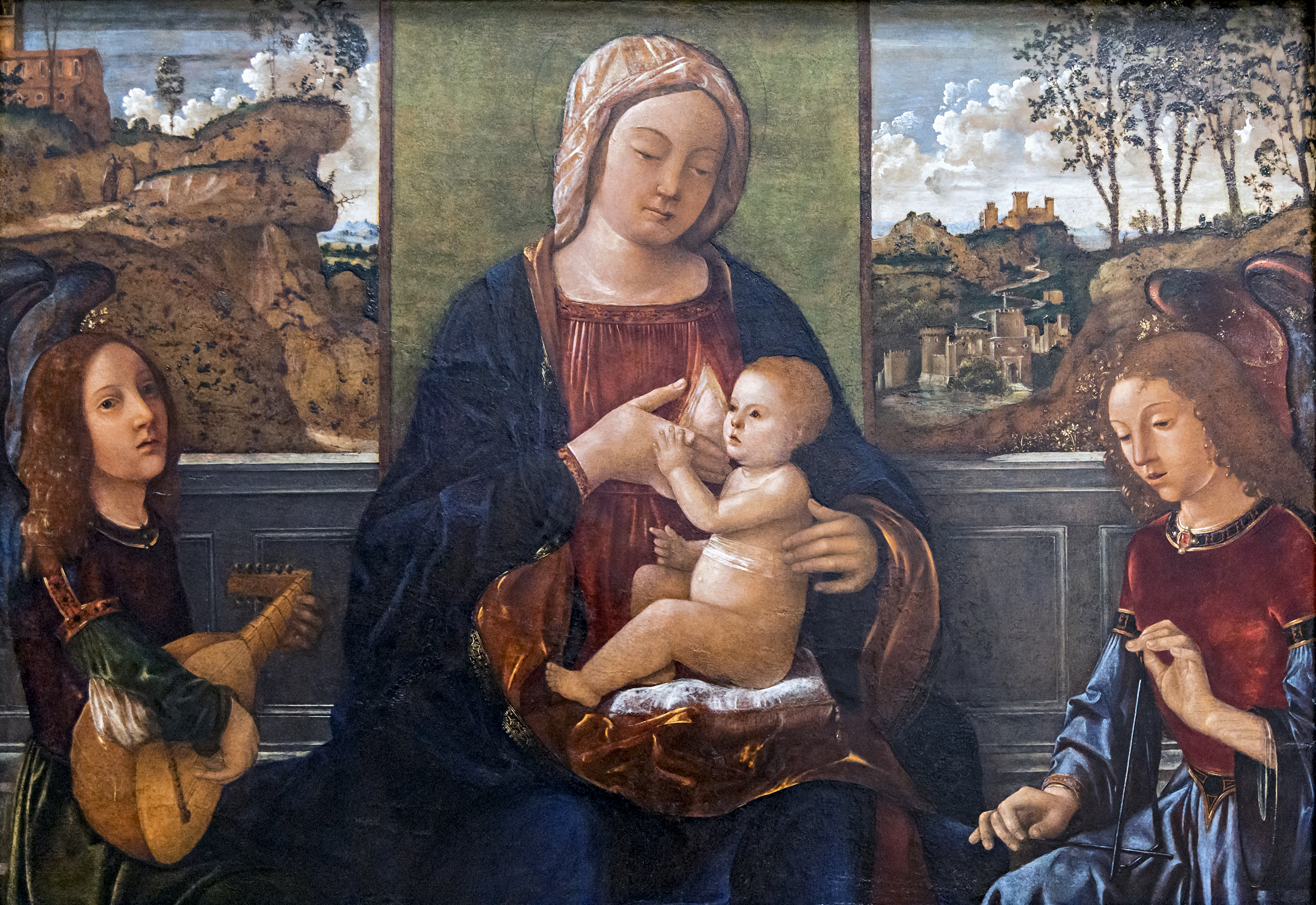
Vierge à l’Enfant avec des anges musiciens Gallerie dell'Accademia de Venise
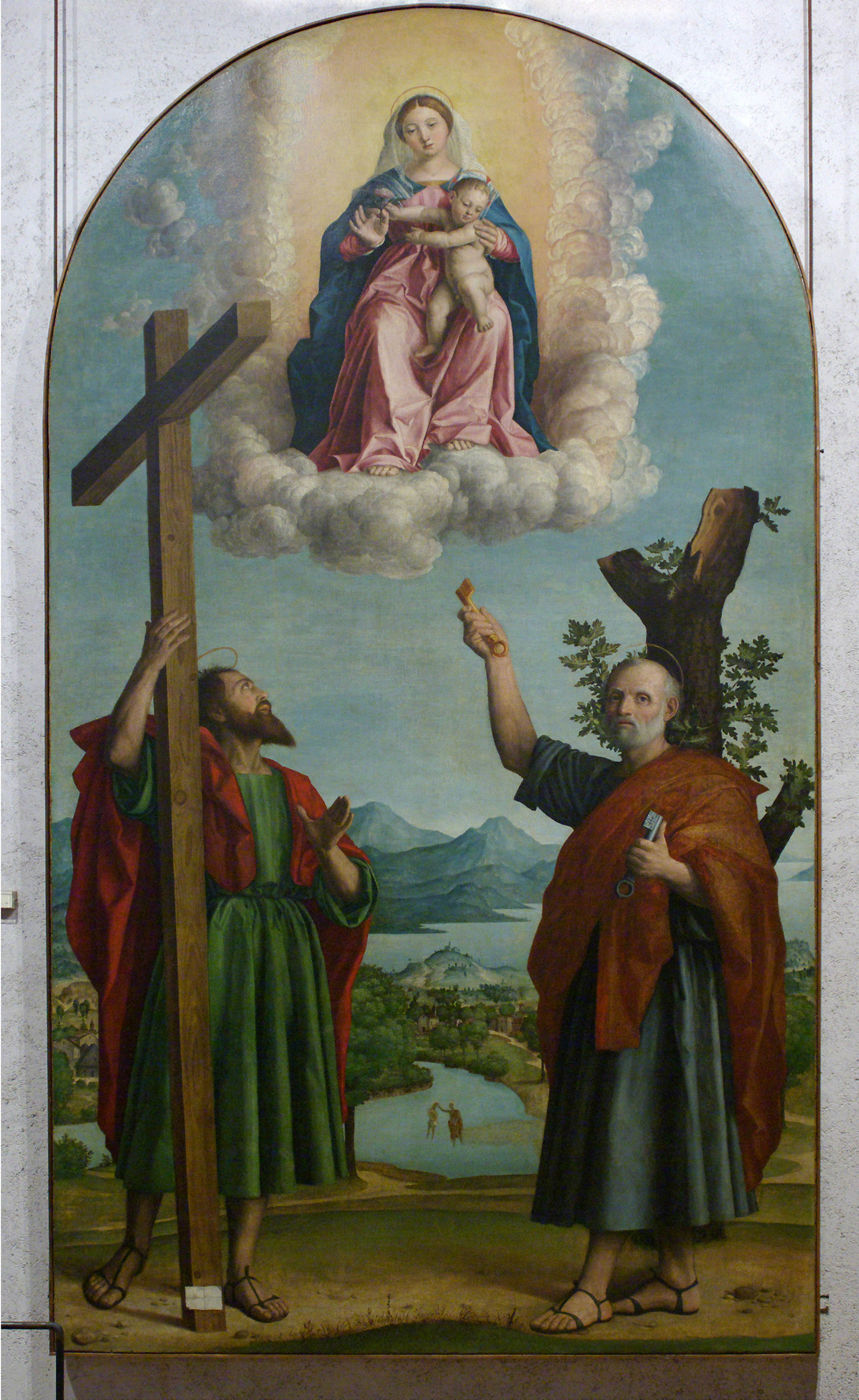
Madonna della Quercia, Museo Castelvecchio - Vérone

## Sources
- (en) Cet article est partiellement ou en totalité issu de l’article de Wikipédia en anglais intitulé « Girolamo dai Libri » (voir la liste des auteurs).